# Bagrichthys obscurus
Bagrichthys obscurus és una espècie de peix de la família dels bàgrids i de l'ordre dels siluriformes.

## Morfologia
- Els mascles poden assolir 24,9 cm de longitud total.
- Nombre de vèrtebres: 45-47.[1][2]

## Hàbitat
És un peix d'aigua dolça i de clima tropical.

## Distribució geogràfica
Es troba a Àsia: conques dels rius Chao Phraya, Bang Pakong i Mekong a Indoxina.